# 双城北站
双城北站位于中华人民共和国黑龙江省哈尔滨市双城区永和街道光明村温家窝堡，由哈尔滨局集团哈尔滨直属站管辖，经过铁路有京哈高速铁路。本站是沈阳局集团在京哈高速线上与哈尔滨局集团的局界站。

## 车站结构
车站采用传统欧式建筑风格，站舍与拱门的有机结合，是对铁路站房形式多样性的一次有益探索，附近设有高铁综合维修工区。此外车站设有母婴室、无障碍卫生间和“冰凌花服务台”等一系列便民服务设施。

### 站场布局
双城北站站场规模为2台4线，侧式站台2座，正线和到发线各2条。
| 西↑ |      |                                                                 |  |
|     | 侧式 |                                                                 |  |
| 3道 | 2    | 到发线                                                          |  |
| Ⅰ道 | 无   | （扶余北站） 京哈高速线 下行正线 往哈尔滨站方向（哈尔滨西站）   |  |
| Ⅱ道 | 无   | （扶余北站） 京哈高速线 上行正线 往北京朝阳站方向（哈尔滨西站） |  |
| 4道 | 1    | 到发线                                                          |  |
|     | 侧式 |                                                                 |  |
| 东↓ | 站房 |                                                                 |  |